# Kenscoff
Kenscoff (Haïtiaans-Creools: Kenskòf) is een stad en gemeente in Haïti. De gemeente telt 57.000 inwoners, de hoofdplaats ongeveer 23.000. De gemeente maakt deel uit van het arrondissement Port-au-Prince in het departement Ouest.
De plaats ligt in de bergen van het Massif de la Selle. In de buurt wordt koffie verbouwd. Tevens wordt er bauxiet gevonden.
Kenscoff wordt bezocht op dagtripjes vanuit Port-au-Prince. Op dinsdag wordt er markt gehouden. Er is een kleuterschool die door een Nederlandse stichting is opgezet. Verder heeft Kenscoff een internetcafé, gefinancierd door een Canadese stichting.

## Indeling
De gemeente bestaat uit de volgende sections communales:
| Nr. | Naam              | Km²   | Inw.2015 |
| --- | ----------------- | ----- | -------- |
| 1   | Nouvelle Touraine | 44,33 | 12.707   |
| 2   | Bongars           | 37,68 | 5.973    |
| 3   | Sourcailles       | 44,98 | 29.234   |
| 4   | Belle Fontaine    | 37,45 | 3.448    |
| 5   | Grand Fond        | 38,32 | 6.072    |